# Bonneval (Savoie)
Bonneval ist eine Commune déléguée in der französischen Gemeinde La Léchère mit 91 Einwohnern (Stand 1. Januar 2022) im Département Savoie in der Region Auvergne-Rhône-Alpes.

## Geographie

### Lage
Bonneval liegt auf 959 m, etwa 42 km östlich der Präfektur Chambéry, 80 km südsüdöstlich der Stadt Genf und 67 km ostnordöstlich der Stadt Grenoble (Luftlinie). Das Dorf liegt auf einem Hang oberhalb der Isère in der historischen Provinz Tarentaise. Die Gemeinde grenzt im Norden, Osten und Süden an La Léchère und im Westen an Montsapey. Mit Les Avanchers-Valmorel besteht ein kurzes Stück gemeinsame Grenze im Süden.

### Topographie
Die Fläche des 19,58 km² großen Gemeindegebiets umfasst den steil abfallenden Osthang eines Bergrückens in den nördlichen Ausläufern des Vanoise-Gebirges.
Der Bergrücken, dessen Wasserscheide die Gemeindegrenze bildet, verläuft in Nord-Süd-Richtung vom 2484 m hohen Mont Bellachat bis zum 2829 m hohen Grand Pic de la Lauziere. Er fällt im Osten ab bis zum Tal der Isère und ihrem linken Zufluss Eau Rousse, der die gegenüberliegende Gemeindegrenze zieht. Dieser Gebirgsbach nimmt mehrere kleine Seitenbäche auf, die unterhalb der Gipfelkette entstehen und das Gemeindegebiet entwässern. Auf dem Talboden der Isère erreicht der Gemeindeboden mit 417 m seine tiefste Stelle.
Bis auf einige Parzellen rund um die Siedlungen ist er dicht bewaldet bis zur Waldgrenze, die hier bei etwa 1800 m liegt. Oberhalb dieser Grenze wechseln sich Hochweiden mit Felsformationen ab. Insgesamt liegt der Waldanteil an der Gemeindefläche bei 51,8 %, derjenige der Grasflächen bei 36,7 %.

### Gemeindegliederung
Zu Bonneval gehören neben dem eigentlichen Ortskern auch mehrere Weilersiedlungen und Gehöfte, darunter:
- Les Granges (857 m) unterhalb von Bonneval an der Straße nach Pussy,
- Villard Soffray (um 960 m) südlich von Bonneval und seit 1960 Sitz der Gemeindeverwaltung,
- Villard Benoît (um 1000 m) etwa 2 km südlich von Villard Soffray und flussaufwärts im Tal des Eau Rousse.

## Geschichte
Die Tarentaise war schon vor der Römerzeit vom keltischen Volk der Ceutronen besiedelt. 
Erstmals urkundlich erwähnt wurde Bonneval im Hochmittelalter, und zwar 1132 als Bonavalis. Im 18. Jahrhundert war die Schreibweisen Bonnaval gebräuchlich. Administrativ gehörte die Gemeinde nach dem Anschluss Savoyens an Frankreich (Vertrag von Turin, 1860) zuerst zum Arrondissement Moûtiers, seit dessen Auflösung 1926 zum Arrondissement Albertville.
Die Gemeinde Bonneval wurde am 1. Januar 2019 zusammen mit Feissons-sur-Isère in die Gemeinde La Léchère eingemeindet. Sie gehörte zum Kanton Moûtiers im Arrondissement Albertville. Die Gemeinde war Mitglied im Gemeindeverband Vallées d’Aigueblanche.

## Sehenswürdigkeiten
Die Dorfkirche Saint-Pierre-de-Tarentaise stammt aus dem 18. Jahrhundert. Bonneval gilt als ein Dorf, bei dem der für die Tarentaise charakteristische Baustil authentisch erhalten ist.

## Bevölkerung
| Bevölkerungsentwicklung | Bevölkerungsentwicklung |
| Jahr                    | Einwohner               |
| ----------------------- | ----------------------- |
| 1962                    | 204                     |
| 1968                    | 177                     |
| 1975                    | 133                     |
| 1982                    | 123                     |
| 1990                    | 126                     |
| 1999                    | 103                     |
| 2006                    | 113                     |
| 2011                    | 104                     |

Mit 108 Einwohnern (Stand 1. Januar 2016) gehörte Bonneval zu den kleinsten Gemeinden des Département Savoie. Nachdem die Einwohnerzahl in der ersten Hälfte des 20. Jahrhunderts rückläufig war (1901 wurden noch 324 Einwohner gezählt), stagniert sie seit Mitte der 1980er Jahre auf dem heutigen Niveau. Die Ortsbewohner von Bonneval heißen auf Französisch les Bonnevalain(e)s.

## Wirtschaft und Infrastruktur
Bonneval ist durch seine abgeschiedene Steilhanglage geprägt, die nur in geringem Umfang Alp- und Forstwirtschaft erlaubt. Neben wenigen landwirtschaftlichen Betrieben gibt es im Ort noch einige Betriebe des lokalen Kleingewerbes. Mittlerweile hat sich das Dorf auch zu einer Wohngemeinde entwickelt. Viele Erwerbstätige sind Wegpendler, die in den größeren Ortschaften der Umgebung ihrer Arbeit nachgehen.
Die Ortschaft liegt abseits der größeren Durchgangsstraßen an einer Departementsstraße, die von Notre-Dame-de-Briançon (Ort in La Léchère) im Isère-Tal über den Col de la Madeleine nach Saint-François-Longchamp führt. Wenige Kilometer entfernt verläuft im Tal der Isère die Hauptverkehrsachse der Tarentaise in Form der Schnellstraße N90 und der Bahnstrecke Saint-Pierre-d’Albigny–Bourg-Saint-Maurice. Als Flughäfen in der Region kommen Chambéry-Savoie (Entfernung 83 km) und Genf (123 km) in Frage.
In Bonneval befindet sich eine staatliche Grundschule (école élémentaire).